# Mille Miglia 1937
Navigation
Édition précédente Édition suivante
Les Mille Miglia 1937 est la 11e édition de la course automobile annuelle organisée le 4 avril 1937 entre Brescia et Rome. Cette édition est remportée par Carlo Maria Pintacuda et Paride Mambelli sur Alfa Romeo 8C 2900 de la Scuderia Ferrari.
L'épreuve compte pour la première édition du championnat d'Italie des voitures de sport.

## Catégorie
Conformément à la tradition, les concurrents ont été divisés en classes basées sur la cylindrée du moteur et une nouvelle catégorie pour les voitures de tourisme « Turismo Nazionale » (TN) a été créée, qui est ensuite devenue « Sport Nazionale » en 1938. Selon le règlement rédigé par Giovanni Lurani et Corrado Filippini, étaient autorisées les voitures avec le châssis et la moteur d'une voiture standard (légèrement élaborée) avec une carrosserie modifiée conforme à la catégorie sportive, et listé par la Commissione Sportiva Automobilistica Italiana (it). Au total, 123 équipages ont pris le départ et 65 ont été classés.
| Sigle   | Catégorie           |
| ------- | ------------------- |
| S +2.0  | Sport > 2000 cm3    |
| S 2.0   | Sport < 2000 cm3    |
| S 1.1   | Sport < 1100 cm3    |
| S 750   | Sport < 750 cm3     |
| TN +1.5 | Tourisme > 1500 cm3 |
| TN 1.5  | Tourisme < 1500 cm3 |
| TN 1.1  | Tourisme < 1100 cm3 |
| TN 750  | Tourisme < 750 cm3  |

## Parcours
L'itinéraire a été modifié par rapport à l'année précédente avec la réintroduction du détour par Venise (comme en 1934 et 1935) via un itinéraire inédit qui, de Padoue , se dirige vers Venise (via l'autoroute Padoue-Venise ) et touche ensuite Mestre, Mirano, Santa Maria di Sala, Noale et Trévise pour continuer selon l'itinéraire classique jusqu'à Brescia .
Brescia — Crémone — Plaisance — Parme — Reggio d'Émilie — Modène — Bologne — Col de Raticosa — Col de Futa — Florence — San Casciano in Val di Pesa — Poggibonsi — Sienne — San Quirico d'Orcia — Radicofani — Bolsena — Viterbo — Vetralla — Monterosi — Madonna di Bracciano — Rome — Civita Castellana — Narni — Terni — Valico della Somma — Spoleto — Foligno — Pérouse — Gubbio — Fossato di Vico — Fabriano — Castelraimondo — Tolentino — Macerata — Villa Potenza — Porto Recanati — Ancône — Senigallia — Fano — Pesaro — Rimini — Césène — Forlì — Faenza — Imola — Bologne — Ferrare — Rovigo — Monselice — Padoue — Venise — Mestre — Mirano — Santa Maria di Sala — Noale — Trévise — Cittadella — Vicence — Lonigo — Vérone — Peschiera del Garda — Desenzano del Garde — Brescia.
Ainsi modifié, le tracé atteignait une distance totale de 1 640km ; 43,4 km de plus que l’année précédente

## Classement de la course
| Pos. | no  | Pilote                                       | Voiture                                   | Écurie                       | Temps / Abandon  | Catégorie |
| ---- | --- | -------------------------------------------- | ----------------------------------------- | ---------------------------- | ---------------- | --------- |
| 1    | 150 | Carlo Maria Pintacuda Paride Mambelli        | Alfa Romeo 8C 2900 A spider "botticella"  | Scuderia Ferrari             | 14 h 17 min 32 s | S + 2.0   |
| 2    | 144 | Nino Farina Stefano Meazza                   | Alfa Romeo 8C 2900 A spider "botticella"  | Scuderia Ferrari             | 14 h 35 min 11 s | S + 2.0   |
| 3    | 140 | Laury Schell René Carrière                   | Delahaye 135CS                            | Écurie bleue                 | 14 h 54 min 55 s | S + 2.0   |
| 4    | 119 | Ercole Boratto Giovanni Battista Guidotti    | Alfa Romeo 6C 2300B MM Berlinetta Touring | Scuderia Ferrari             | 15 h 40 min 01 s | TN + 1.5  |
| 5    | 145 | "Ventidue" "Ventuno"                         | Alfa Romeo 8C 2300 Monza                  | "Ventidue"                   | 16 h 19 min 45 s | S + 2.0   |
| 6    | 112 | Franco Cortese Angelo Guatta                 | Alfa Romeo 6C 2300B Pescara Spider Zagato |                              | 16 h 21 min 20 s | TN + 1.5  |
| 7    | 120 | F. Crivellari P. Ferraro                     | Alfa Romeo 6C 2300B MM                    |                              | 17 h 04 min 25 s | TN + 1.5  |
| 8    | 107 | Edoardo Teagno Nando Barbieri                | Alfa Romeo 6C 2300 GT Spider              |                              | 17 h 04 min 33 s | TN + 1.5  |
| 9    | 110 | Francesco Severi Ferdinando Righetti         | Alfa Romeo 6C 2300B MM Berlinetta Ghia    | Scuderia Ferrari             | 17 h 09 min 20 s | TN + 1.5  |
| 10   | 134 | Pasquale Contini R. Salvadori                | Alfa Romeo 6C 1500 Spider                 |                              | 17 h 09 min 35 s | S 2.0     |
| 11   | 117 | V. Randaccio O. Randaccio                    | Alfa Romeo 6C 2300                        |                              | 17 h 21 min 17 s | TN + 1.5  |
| 12   | 73  | Ruggero Minio M. Castagnaro                  | Fiat 1500 Spider                          |                              | 17 h 22 min 48 s | TN 1.5    |
| 13   | 74  | G. Pelassa Leonardo Quadri                   | Fiat 1500 Berlina                         |                              | 17 h 34 min 07 s | TN 1.5    |
| 14   | 70  | Ovidio Capelli A. Milani                     | Fiat 1500                                 |                              | 17 h 52 min 00 s | TN 1.5    |
| 15   | 103 | "Spegetti" Edoardo Gambaro                   | Alfa Romeo 6C 1750                        |                              | 17 h 54 min 41 s | TN + 1.5  |
| 16   | 133 | Eddie Hertzberger Jacques van der Pijl       | Aston Martin 2-litre Speed                | Eddie Hertzberger            | 17 h 55 min 34 s | S 2.0     |
| 17   | 75  | Vittorio Mazzonis Enrico Nardi               | Lancia Augusta Berlina                    |                              | 17 h 58 min 15 s | TN 1.5    |
| 18   | 67  | Mario Braida B. Jesi                         | Fiat 508CS MM Berlinetta                  |                              | 18 h 00 min 18 s | TN 1.1    |
| 19   | 136 | A. Chiodi L. De Zorzi                        | Alfa Romeo 6C 1750                        |                              | 18 h 12 min 23 s | S 2.0     |
| 20   | 121 | Efisio Zanella Guerrino Faccioni             | Alfa Romeo 6C 1750                        |                              | 18 h 15 min 35 s | S 2.0     |
| 21   | 91  | Paolo Bianco M. Gnoli                        | Fiat 1500 Cabriolet Viotti                |                              | 18 h 17 min 33 s | TN 1.5    |
| 22   | 81  | Renzo Ceschina Iginio Guagnellini            | Fiat 1500 Cabriolet Viotti                |                              | 18 h 23 min 05 s | TN 1.5    |
| 23   | 41  | Corrado Forti A. Alfieri                     | Fiat 508CS Balilla Sport                  |                              | 18 h 23 min 27 s | TN 1.1    |
| 24   | 97  | M. Colini Agostino Prosperi                  | Fiat 508CS Balilla Sport                  |                              | 18 h 26 min 15 s | S 1.1     |
| 25   | 43  | Elio Checcacci Giuseppe Banti                | Fiat 508CS Balilla Sport                  |                              | 18 h 27 min 02 s | TN 1.1    |
| 26   | 111 | Medarno Merli A. Mari                        | Alfa Romeo 6C 2300 GT Berlina             |                              | 18 h 29 min 47 s | TN + 1.5  |
| 27   | 72  | Remy Jacazio Guglielmo Gramolelli            | Fiat 1500                                 |                              | 18 h 34 min 00 s | TN 1.5    |
| 28   | 84  | P. Ravano M. Lenzi                           | Fiat 1500                                 |                              | 18 h 36 min 54 s | TN 1.5    |
| 29   | 82  | E. Raggio C. A. Mognaschi                    | Fiat 1500                                 |                              | 18 h 38 min 02 s | TN 1.5    |
| 30   | 34  | Giuseppe Berti G. Coin                       | Fiat 508CS Balilla Sport                  |                              | 18 h 38 min 10 s | TN 1.1    |
| 31   | 94  | M. Tana Dante Spreafico                      | Fiat 1500                                 |                              | 18 h 44 min 15 s | TN 1.5    |
| 32   | 57  | F. Romualdi S. Lelli                         | Fiat 508 Balilla                          |                              | 18 h 45 min 00 s | TN 1.1    |
| 33   | 87  | Guido De Martino Disma Re                    | Lancia Augusta                            |                              | 18 h 49 min 13 s | TN 1.5    |
| 34   | 59  | Leo Spoletini C. Simoncelli                  | Fiat 508 Balilla                          |                              | 18 h 58 min 56 s | TN 1.1    |
| 35   | 68  | M. Traverso R. Prada                         | Fiat 508 Balilla                          |                              | 19 h 12 min 37 s | TN 1.1    |
| 36   | 77  | Emanuele Quartara G. Carena                  | Fiat 1500                                 |                              | 19 h 12 min 50 s | TN 1.5    |
| 37   | 114 | Raffaello Faini V. Petrini                   | Alfa Romeo 6C 2300                        |                              | 19 h 14 min 22 s | TN + 1.5  |
| 38   | 69  | Filippo Tassara O. Braga                     | Fiat 1500                                 |                              | 19 h 18 min 17 s | TN 1.5    |
| 39   | 92  | A. Silvi A. Minazza                          | Fiat 1500                                 |                              | 19 h 22 min 45 s | TN 1.5    |
| 40   | 115 | D. Longato Silvio Gerardi                    | Alfa Romeo 6C 1900                        |                              | 19 h 26 min 10 s | TN + 1.5  |
| 41   | 90  | T. Passi C. Porcile                          | Lancia Augusta                            |                              | 19 h 37 min 33 s | TN 1.5    |
| 42   | 61  | Giovanni Quintavalla A. Quintavalla          | Fiat 508 Balilla                          |                              | 19 h 53 min 37 s | TN 1.1    |
| 43   | 80  | C. De Marchi Piero Avalle                    | Lancia Augusta                            |                              | 20 h 06 min 46 s | TN 1.5    |
| 44   | 105 | B. Bindocci Umberto Berti                    | Alfa Romeo 6C 1750 GS                     |                              | 20 h 07 min 53 s | TN + 1.5  |
| 45   | 85  | L. Bruzzo A. Collareta                       | Fiat 1500                                 |                              | 20 h 11 min 02 s | TN 1.5    |
| 46   | 100 | L. Musso M. Franceschini                     | Fiat 508CS Balilla Sport Special          |                              | 20 h 12 min 25 s | S 1.1     |
| 47   | 63  | Romeo Guardiani G. Ciboldi                   | Fiat 508CS Balilla Sport                  |                              | 20 h 19 min 30 s | TN 1.1    |
| 48   | 78  | P. Girardi P. Bernardo                       | Fiat 1500                                 |                              | 20 h 35 min 22 s | TN 1.5    |
| 49   | 38  | Vladimiro Zerini M. Torrigiani               | Fiat 508 Balilla                          |                              | 20 h 39 min 35 s | TN 1.1    |
| 50   | 33  | Piero Dusio Ciro Basadonna                   | Fiat Siata 500 Gran Sport                 |                              | 21 h 00 min 09 s | S 750     |
| 51   | 23  | Franco Spotorno F. Besana                    | Fiat 500 A "Topolino" Ghiringhelli        |                              | 21 h 25 min 06 s | TN 750    |
| 52   | 28  | Francesco Apruzzi G. Pomes                   | Fiat 500                                  |                              | 21 h 25 min 30 s | S 750     |
| 53   | 14  | S. Fidora G. Moscatelli                      | Fiat 500                                  |                              | 21 h 41 min 50 s | TN 750    |
| 54   | 8   | C. Cussini A. Faccioli                       | Fiat 500                                  |                              | 22 h 05 min 18 s | TN 750    |
| 55   | 11  | L. Lolli B. Magnanini                        | Fiat 500                                  |                              | 22 h 39 min 09 s | TN 750    |
| 56   | 10  | Bruno Boccosi G. Moroni                      | Fiat 500                                  |                              | 22 h 43 min 03 s | TN 750    |
| 57   | 4   | Mario Venturelli Giulio Bandini              | Fiat 500                                  |                              | 23 h 07 min 02 s | TN 750    |
| 58   | 5   | R. Quentin B. Biondi                         | Fiat 500                                  |                              | 23 h 08 min 15 s | TN 750    |
| 59   | 16  | L. Zanaboni E. Broglia                       | Fiat 500                                  |                              | 23 h 18 min 10 s | TN 750    |
| 60   | 19  | G. Castiglioni A. Castiglioni                | Fiat 500                                  |                              | 23 h 47 min 04 s | TN 750    |
| 61   | 25  | Giacomo Ragnoli Guido Moroni                 | Fiat 500                                  |                              | 23 h 51 min 48 s | TN 750    |
| 62   | 9   | Giacomo Gorio Lino Dossena                   | Fiat 500                                  |                              | 24 h 23 min 26 s | TN 750    |
| 63   | 29  | R. Guzman M. Jelmini                         | Fiat 500 Testa Siata                      |                              | 24 h 47 min 34 s | S 750     |
| 64   | 27  | F. Gilardini G. Revel                        | Fiat 500                                  |                              | 24 h 48 min 00 s | S 750     |
| 65   | 7   | F. Segré Torres                              | Fiat 500                                  |                              | 26 h 01 min 04 s | TN 750    |
| SQ   | 31  | Alessandro Casalis U. Maroni                 | Fiat Siata 500 Gran Sport                 |                              |                  | S 750     |
| Rit  | 1   | Renato Balestrero A. Romani                  | Fiat 500                                  |                              |                  | TN 750    |
| Rit  | 3   | M. Cussini A. Sandrolini                     | Fiat 500                                  |                              |                  | TN 750    |
| Rit  | 6   | Romano Malaguti G. Cantelli                  | Fiat 500                                  |                              |                  | TN 750    |
| Rit  | 12  | C. Pagliano R. Sala                          | Fiat 500                                  |                              |                  | TN 750    |
| Rit  | 18  | E. Gaggiano L. Cristofaro                    | Fiat 500                                  |                              |                  | TN 750    |
| Rit  | 20  | Alberto Filippi P. Morini                    | Fiat 500                                  |                              |                  | TN 750    |
| Rit  | 21  | L. Marangoni A. Verga                        | Fiat 500                                  |                              |                  | TN 750    |
| Rit  | 22  | M. Grassi Avanti                             | Fiat 500                                  |                              |                  | TN 750    |
| Rit  | 30  | A. Enrico Dario Vico                         | Fiat 500                                  |                              |                  | S 750     |
| Rit  | 32  | Renato Donati Alberto Garzi                  | Fiat Siata 500 Gran Sport                 |                              |                  | S 750     |
| Rit  | 35  | Renato Cornia Lotario Rangoni                | Fiat 508 Balilla                          | Lotario Rangoni Macchiavelli |                  | TN 1.1    |
| Rit  | 36  | L. Bicchi U. Chiesa                          | Stanguellini TN1100 Coppa d'Oro           |                              |                  | TN 1.1    |
| Rit  | 37  | Angelo Della Cella S. Novello                | Fiat 508 Balilla                          |                              |                  | TN 1.1    |
| Rit  | 39  | N. Ferraro G. Ferraro                        | Fiat 508 Balilla                          |                              |                  | TN 1.1    |
| Rit  | 40  | A. Lanza L. Nesti                            | Fiat 508 Balilla                          |                              |                  | TN 1.1    |
| Rit  | 42  | P. U. Gobbato Mario Camellini                | Fiat 508CS Balilla Sport                  | Scuderia Ferrari             |                  | TN 1.1    |
| Rit  | 45  | Antonio Caspani Alfredo Pozzoni              | Fiat 508 Balilla                          |                              |                  | TN 1.1    |
| Rit  | 46  | G. Munaretto G. Fenici                       | Fiat 508 Balilla                          |                              |                  | TN 1.1    |
| Rit  | 47  | Art. Varisco A. Varisco                      | Fiat 508 Balilla                          |                              |                  | TN 1.1    |
| Rit  | 48  | Vittorio Casalegno L. Di Rovasenda           | Fiat 508 Balilla                          |                              |                  | TN 1.1    |
| Rit  | 49  | U. Villa Enzo Castelli                       | Fiat 508 Balilla                          |                              |                  | TN 1.1    |
| Rit  | 52  | Lia Comirato Dumas Alberto Comirato          | Fiat 508 Balilla                          |                              |                  | TN 1.1    |
| Rit  | 55  | Ricc. Gasparotto D. Comin                    | Fiat 508 Balilla                          |                              |                  | TN 1.1    |
| Rit  | 56  | B. Salvoni E. Mazzi                          | Fiat 508 Balilla                          |                              |                  | TN 1.1    |
| Rit  | 58  | A. Panarello P. Gianni                       | Fiat 508 Balilla                          |                              |                  | TN 1.1    |
| Rit  | 60  | F. Maestri L. Ridolfi                        | Fiat 508CS Balilla Sport                  |                              |                  | TN 1.1    |
| Rit  | 62  | G. Girelli Umberto Capello                   | Fiat 508 Balilla                          |                              |                  | TN 1.1    |
| Rit  | 64  | Pasquale Ermini Giorgio Castelnuovo          | Fiat 508CS Balilla Sport                  |                              |                  | TN 1.1    |
| Rit  | 66  | U. Mazzaferro Mindo                          | Fiat 508 Balilla                          |                              |                  | TN 1.1    |
| Rit  | 71  | G. Dufour Berté M. Dufour Berté              | Fiat 1500                                 |                              |                  | TN 1.5    |
| Rit  | 76  | Giuseppe Gilera B. Ghiringhelli              | Fiat 1500                                 |                              |                  | TN 1.5    |
| Rit  | 79  | G. Giorgio Casimiro Guerrini                 | Fiat 1500                                 |                              |                  | TN 1.5    |
| Rit  | 83  | Vittorio Mussolini F. Vitalini               | Fiat 1500 Berlinetta Viotti               |                              |                  | TN 1.5    |
| Rit  | 86  | Ermanno Gurgo Salice Carlo Laredo de Mendoza | Fiat 1500                                 |                              |                  | TN 1.5    |
| Rit  | 89  | Renato Danese C. Renzi                       | Lancia Augusta                            |                              |                  | TN 1.5    |
| Rit  | 93  | F. Arosio T. Musso                           | Fiat 1500                                 |                              |                  | TN 1.5    |
| Rit  | 96  | O. Longhi Gorla Aldo Marazza                 | Fiat 508 Balilla                          |                              |                  | S 1.1     |
| Rit  | 98  | P. Municchi Santino Morettini                | Fiat 508 Balilla                          |                              |                  | S 1.1     |
| Rit  | 99  | G. Mainardi V. Paterlini                     | Fiat 508CS Balilla Sport                  |                              |                  | S 1.1     |
| Rit  | 101 | Giovanni Lurani Luigi Villoresi              | Maserati 4CS 1100                         | Scuderia Ambrosiana          |                  | S 1.1     |
| Rit  | 108 | Stoni Catullo Lami                           | Lancia Sport                              |                              |                  | TN + 1.5  |
| Rit  | 118 | Eugenio Siena Emilio Villoresi               | Alfa Romeo 6C 2300B MM Berlinetta Ghia    | Scuderia Ferrari             |                  | TN + 1.5  |
| Rit  | 122 | Franco Bertani P. Baruffi                    | Alfa Romeo 6C 1750 Spider                 |                              |                  | S 2.0     |
| Rit  | 124 | Mario Moradei F. Marri                       | Maserati 4CS 1500                         |                              |                  | S 2.0     |
| Rit  | 126 | Francesco Siracusa E. Mammoliti              | Alfa Romeo 6C 1750 Spider                 |                              |                  | S 2.0     |
| Rit  | 127 | Nino Greggio G. Grigoli                      | Alfa Romeo 6C 1750                        |                              |                  | S 2.0     |
| Rit  | 130 | Emilio Romano M. Tognelli                    | Alfa Romeo 6C 1750 GS Spider Zagato       |                              |                  | S 2.0     |
| Rit  | 131 | G. Castellano C. Adorno                      | Alfa Romeo 6C 1750                        |                              |                  | S 2.0     |
| Rit  | 132 | G. Panzacchi A. Tigli                        | Maserati 26 1500                          |                              |                  | S 2.0     |
| Rit  | 135 | Spartaco Graziani Augusto Zanardi            | Alfa Romeo 6C 1900                        |                              |                  | S 2.0     |
| Rit  | 139 | Guido Cattaneo René Le Bègue                 | Talbot T150C                              | Talbot                       |                  | S + 2.0   |
| Rit  | 141 | Clemente Biondetti P. Mazzetti               | Alfa Romeo 8C 2900 A spider "botticella"  | Scuderia Ferrari             |                  | S + 2.0   |
| Rit  | 143 | Giuseppe Tuffanelli Vittorugo Mallucci       | Alfa Romeo 8C 2300                        |                              |                  | S + 2.0   |
| Rit  | 146 | René Dreyfus Pietro Ghersi                   | Delahaye 135CS                            | Écurie bleue                 |                  | S + 2.0   |
| Rit  | 147 | Carlo Gazzabini Giglio Antinori              | Alfa Romeo 8C 2300 Monza                  | Carlo Gazzabini              |                  | S + 2.0   |
| Rit  | 148 | Tommy Wisdom Elsie Wisdom                    | MG Tipo SA Berlina                        |                              |                  | S + 2.0   |
| Rit  | 149 | Gianfranco Comotti Archimede Rosa            | Talbot T150C                              | Talbot                       |                  | S + 2.0   |

- Légende: Abd.=Abandon ; Np.=Non partant